# Největší ženská naděje
Největší ženská naděje (v originále Meilleur Espoir féminin) je francouzský hraný film z roku 2000, který režíroval Gérard Jugnot. Snímek měl světovou premiéru 31. května 2000.

## Děj
Yvon Rance je povoláním kadeřník v malém bretaňském městečku Cancale, který sám vychovává dceru Laetitii. Chce, aby se stala skvělou kadeřnicí a otevřela si salon v Lavalu nebo Quimperu. Ale Laetitia se chce sát filmovou herečkou. Tajně se účastní konkurzů a je vybrána do hlavní role.
Když se to otec dozví, je rozzlobený a snaží se dceři všemi prostředky zabránit v natáčení. Protože ale chce především štěstí své dcery, nakonec souhlasí s tím, že ji bude v Paříži doprovázet během natáčení. Nikdy se příliš nevzdaluje a neustále podezřívá scenáristu a režiséra Stéphana Leroye, že jeho hlavním úmyslem je Laetitii svést.

## Obsazení
| Gérard Jugnot          | Yvon Rance                     |
| Bérénice Bejo          | Laetitia Rance                 |
| Sabine Haudepin        | Hélène, její matka             |
| Chantal Lauby          | Françoise, sousedka            |
| Mohamed Hicham         | Kader Achour, kamarád Laetitie |
| Antoine Duléry         | Stéphane Leroy, režisér        |
| Didier Flamand         | producent                      |
| Daniel Martin          | Michel, majitel baru           |
| Hubert Saint-Macary    | Loick, manžel Françoise        |
| Thierry Lhermitte      | sám sebe                       |
| Daniela Lumbroso       | sama sebe                      |
| Ticky Holgado          | bezdomovec                     |
| Arthur Jugnot          | Alex, asistent producenta      |
| Sylvie Granotier       | Claudia, zástupce tisku        |
| Dora Doll              | paní Guiguan                   |
| Frédérique Meininger   | paní Pigrenez                  |
| Marie Mergey           | paní Le Cloarec                |
| Anna Gaylor            | paní Favart                    |
| Anne-Marie Jabraud     | paní Picot                     |
| Thierry Heckendorn     | nákupčí                        |
| Michèle Garcia         | nákupčí                        |
| Jean-Pierre Foucault   | sám sebe                       |
| Guillaume de Tonquédec | zaměstnanec SNCF               |
| Pétronille Moss        | sekretářka produkce            |

## Ocenění
- César: nominace na nejslibnější herečku (Bérénice Bejo)